# Waldorf Astoria Chicago
El Waldorf Astoria Chicago, antiguamente Elysian Hotel Chicago, es un hotel de lujo situado en el 11 de East Walton Street, en el barrio Gold Coast de Chicago, Estados Unidos.

## Historia
Promovido originalmente como The Elysian, el proyecto se aprobó en junio de 2005, y la construcción se realizó entre 2006 y 2009. Este hotel de sesenta plantas fue diseñado por la arquitecta de Chicago Lucien Lagrange y promovido por David Pisor. El proyecto consta de dos componentes principales: un hotel de 188 habitaciones y 51 condominios en la parte superior (con un valor estimado de 280 millones de dólares en total). La superficie de estos condominios oscila entre 320 y 1100 m² y en 2009 tenían precios entre 2,5 y 8,5 millones de dólares.
El hotel de cinco estrellas abrió sus puertas en febrero de 2009. Manteniendo la tradición del barrio de Gold Coast, la entrada del edificio está en un patio adoquinado. Su diseño imita los grandes hoteles de París de los años veinte, con columnatas y el gran chapiteles que lo corona.
Este hotel fue designado el mejor hotel de los Estados Unidos en 2011 según Conde Nast Traveler. Sin embargo, no consiguió beneficios en sus primeros dos años y en septiembre de 2011 se anunció que su dueño Jones Lang LaSalle estaba intentando venderlo, después de que su socio accionista decidiera retirarse de la actividad hotelera en lugar de promover Elysian como marca hotelera, según lo que se planificó originalmente.

## Transformación en un Waldorf Astoria
En noviembre de 2011 se anunció que un grupo de inversión y la cadena Hilton Hotels iban a comprar el Elysian y convertirlo en un Waldorf Astoria. En 2007 se planeó un Waldorf Astoria en Chicago como parte de una expansión internacional, pero no se llegó a realizar debido a la crisis económica de 2008. Aunque no se desveló el precio de venta, se cree que se compró por 95 millones de dólares, es decir, un coste de 505 000 dólares por habitación.
El 1 de febrero de 2012 se renombró Waldorf Astoria Chicago, aunque casi todo el hotel permaneció sin cambios.
Quedó en primera posición en los Travel + Leisure 2012 World's Best Awards según los lectores y recibió el 2013 Certificate of Excellence Award de TripAdvisor.
En junio de 2015 se desveló que Sam Zell de Equity Group Investments había alcanzado un acuerdo para vender el hotel por 113 millones de dólares a un grupo liderado por el inversor hotelero Laurence Geller (el fundador de Strategic Hotels & Resorts) y que incluía el brazo inmobiliario de la empresa china Wanxiang Group.

## Localización
El Waldorf Astoria Chicago está situado en el barrio de Gold Coast, una zona catalogada en el Registro Nacional de Lugares Históricos. También está cerca de Oak Street, conocida por sus lujosas tiendas de moda, joyerías y spas, de State Street y de Rush Street, conocida por su vida nocturna. En la planta baja hay tiendas de Marc Jacobs e Yves Saint Laurent.